# Frédéric Vichot
Frédéric Vichot (1 mei 1959) is een voormalig Frans wielrenner.

## Levensloop en carrière
Vichot werd prof in 1981. Hij won twee etappes in de Ronde van Frankrijk (in 1984 en 1985) en 1 etappe in de Ronde van Spanje (in 1981). Hij won ook het Circuit de Lorraine in 1980. Zijn neef is Arthur Vichot.

## Resultaten in voornaamste wedstrijden
| Jaar | Ronde van Italië | Ronde van Frankrijk | Ronde van Spanje |
| ---- | ---------------- | ------------------- | ---------------- |
| 1981 |                  |                     | 21e (1)          |
| 1982 |                  |                     |                  |
| 1984 |                  | 23e (1)             |                  |
| 1985 |                  | 31e (1)             |                  |
| 1986 |                  | 100e                |                  |
| 1988 |                  | 28e                 |                  |
| 1989 |                  | 37e                 |                  |
| 1991 | opgave           | 20e                 |                  |

| Jaar | Milaan-San Remo | Ronde van Vlaanderen | Parijs-Roubaix | Amstel Gold Race | Luik-Bast.‑Luik | Bretagne Classic | Parijs-Brussel |
| ---- | --------------- | -------------------- | -------------- | ---------------- | --------------- | ---------------- | -------------- |
| 1981 |                 |                      | 26e            |                  |                 |                  |                |
| 1982 |                 |                      |                | 19e              |                 |                  |                |
| 1983 |                 |                      |                |                  | 48e             |                  |                |
| 1984 |                 |                      | 24e            | 7e               |                 | Zilver           |                |
| 1985 | 17e             |                      |                |                  | 13e             | 12e              |                |
| 1988 |                 | 47e                  | 28e            |                  | 13e             |                  |                |
| 1989 | 69e             |                      |                |                  |                 |                  | 10e            |
| 1991 |                 |                      |                | 117e             |                 |                  |                |